# Jörg Blaurock (Ingenieur)
Jörg Blaurock (* 1928 in Kolberg, Provinz Pommern; † 8. Februar 2014 in Hamburg) war ein deutscher Schiffbauingenieur, der sich als Spezialist im Entwurf, im Versuchswesen und Auslegung sowie Bau von Schiffspropellern einen Namen gemacht hat.

## Lehre und Studium
Blaurock wurde 1928 in Kolberg geboren, erwarb die mittlere Reife und begann 1954 eine Lehre als Stahlschiffbauer bei der 1850 gegründeten Brand Werft in Oldenburg. Nach erfolgreichem Abschluss studierte er Schiffbau an der Bau- und Ingenieurschule in Bremen (heute Hochschule Bremen) und schloss das Studium 1960 als graduierter Ingenieur ab. Erste Berufserfahrungen sammelte er in der Konstruktionsabteilung der Rendsburger Nobiskrug. 1964 begann er ein aufbauendes Schiffbaustudium an der Technischen Hochschule Hannover, das er 1968 in Hamburg als Diplom-Ingenieur abschloss.

## Arbeitsleben und Forschungsschwerpunkte
Im Jahr 1993 wechselte er als technischer Leiter zu der Firma Schaffran in Lübeck, die 1911 als Motorenfabrik gegründet und 1916 durch Karl Schaffran zum Propellerhersteller wurde. In dieser Position erhielt er 1994 Prokura und blieb bis zum Renteneintritt 1998. Da sein Fachwissen auch als Rentner gefragt war, entschloss er sich, 2008 bei der Firma Piening für eine Übergangszeit eine Lücke als Propellerkonstrukteur zu füllen. Diese Tätigkeit wurde bis 2012 ausgeweitet.
Sein besonderes Interesse galt der Hydrodynamik, und bei der Hamburgischen Schiffbau-Versuchsanstalt (HSVA) widmete er sich der Propellerkonstruktion, vertiefte sich in die Gebiete des Propellernachstromes und der Kavitation. Darüber hielt er u. a. vor der Schiffbautechnischen Gesellschaft (STG) Vorträge. Er war beteiligt an der von Harald Keil und Ernst August Weitendorf durchgeführten vielbeachteten Forschungsarbeit zur Untersuchung von Brüchen in Propellerflügel.

## Schriften
- mit H. Keil, E.–A. Weitendorf: Flügelblattschwingungen am Propeller eines Frachtschiffes, Vortrag 1970 vor der Schiffbautechnische Gesellschaft. In: Jahrbuch der Schiffbautechnischen Gesellschaft, Band 64, 1970, S. 203ff.
- Untersuchungen verschiedener Zweischraubenanordnungen für Schiffe großer Völligkeit, Forschungszentrum des Deutschen Schiffbaus, Hamburg, 1975
- Propeller Blade Loading in Non-Uniform Flow, 22. Juli 1975, Symposium Propellers 75, Philadelphia, 1975
- Kavitationsverhalten und instationäre Belastung von Schiffspropellern bei Schräganströmung. In: Jahrbuch der Schiffbautechnischen Gesellschaft Band 71, 1977, S. 149ff.
- Ermittlung der am Einzelflügel eines Propellers auftretenden Kraftschwankungen, Forschungszentrum des Deutschen Schiffbaus, Hamburg, 1977
- mit S. Heinzel: Untersuchung der Wechselwirkungen zwischen Schiffsrumpf und Propeller, Hamburgische Schiffbau-Versuchsanstalt, Hamburg, 1978
- Untersuchung des Vortriebsorgans Propeller plus Leitrad in Modellversuchen mit besonderem Schwerpunkt auf Verstellpropeller, Hamburgische Schiffbau-Versuchsanstalt, Hamburg, 1983
- Forces on Individual Blades of a Propeller and Pressure Variations in Systematically Varied Wake Fields, Propeller'84 Symposium, Virginia Beach, Mai 1984
- mit Gerd Lammers: Untersuchung des Geschwindigkeitsfeldes im Aussenraum und im Strahl von Propellern, Hamburgische Schiffbau-Versuchsanstalt, Hamburg, 1985
- mit Gerd Lammers: Measurements of the time dependent velocity field surrounding a model propeller in uniform water flow. 87 ().
- mit E. Praefke: Propeller mit großem Skew in ungleichmäßiger Zuströmung, Hamburgische Schiffbau-Versuchsanstalt, Hamburg, 1989.
- Propeller mit großem Skew im Nachstrom, Schiffbautechnische Gesellschaft (Jahrbuch der Schiffbautechnischen Gesellschaft, Band 87, Seite 185, 1993)
- mit E. Praefke: Messungen von Spannungen auf Flügeln von Modellpropellern mit Hilfe von DMS (Vortrag: 13. GESA Symposium, Bremen 10./11. Mai 1990). In: VDI Berichte Nr. 815, 1990, S. 549ff.
- mit E. Praefke: Experimentelle Spannungsanalsyse an Flügeln von Schiffspropellermodellen, HBM Hottinger Baldwin Meßtechnik, Meßtechnische Briefe 26, 1990, Heft 2
- Schiffspropulsoren – Ihre Entwicklungen, Leistungen und Probleme. In: 100 Jahre Schiffbautechnische Gesellschaft. Springer 2001, ISBN 978-3-642-93391-2, S. 332–345.